# Ephedra boelckei
Ephedra boelckei — вид голонасінних рослин класу гнетоподібних.

## Поширення, екологія
Країни проживання: Аргентина (Мендоса, Сан-Хуан). Росте на висотах від 490 м до 1470 м. Відомий тільки з невеликої кількості придорожніх колекцій, часто близько дюни або на крутих берегах.

## Використання
Стебла більшості членів цього роду містять алкалоїд ефедрин і відіграють важливу роль в лікуванні астми та багатьох інших скарг дихальної системи.

## Загрози та охорона
Серйозних загроз не відомо в даний час. Не відомо, чи є в ботанічних садах. Є в Telteca Flora and Fauna Reserve.